# Ян Сирови
Ян Сирови (чеськ. Jan Syrový; 24 січня 1888, Тршебич, Австро-Угорщина — 17 жовтня 1970, Прага, Чехословаччина) — чеський військовий, політичний та державний діяч, прем'єр-міністр Чехословаччини під час Мюнхенської угоди (з 2 вересня до 14 жовтня 1938 року). 

## Життєпис
Ян Сирови народився 24 січня 1888 року в місті Тршебичі у сім'ї Яна та Анни Сирових.

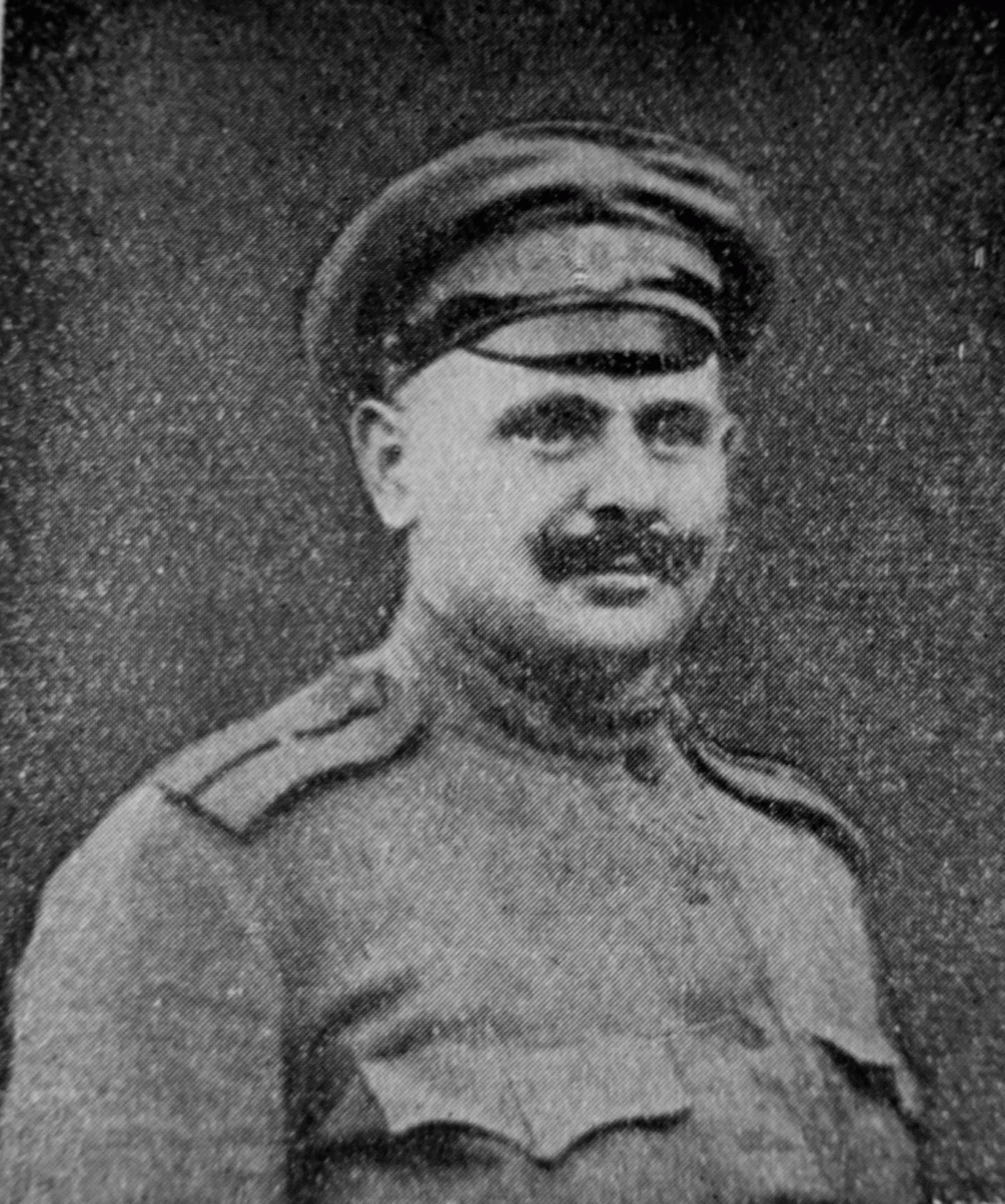
Ян Сирови у 1919 році

Закінчив початкову школу в Тршебичі, середню школу в Брно. Після школи вступив у Чеський технічний університет в Брно, який закінчив у 1906 році. Був активним учасником товариства «Сокіл» у Брно. Був призваний, після закінчення університету, на військову службу до австро-угорської армії.
У 1911 році Сирови їде працювати в будівельну компанію у Варшаву. Коли спалахнула Перша світова війна Ян Сирови працював у Варшаві, і пішов добровольцем у російську армію. Пройшов шлях від солдата до офіцера. 2 липня 1917 року в складі Чехословацької стрілецької бригади, під час Зборівської битви, був важко поранений під час артилерійської підготовки (втратив праве око).
Уже в генеральській посаді прийняв командування Чехословацькими легіонами. Здійснював загальне керівництво чехословацьким корпусом у період повстання проти більшовиків. Згодом видав Політичному центру (уряд, який діяв у Іркутську в листопаді 1919 — січні 1920 року) адмірала Олександра Колчака. 
У червні 1920 року Ян Сирови повернувся до Чехословаччини. був призначений заступником начальником генштабу в січні 1924 року, а 1 січня 1925 року — начальником генштабу. У 1927 року присвоєно звання генерал армії.  
1933 року Ян Сирови призначений генеральним інспектором збройних сил Чехословаччини. 
З 16 березня до 27 квітня 1939 року був міністром національної оборони Протекторату Богемії та Моравії.

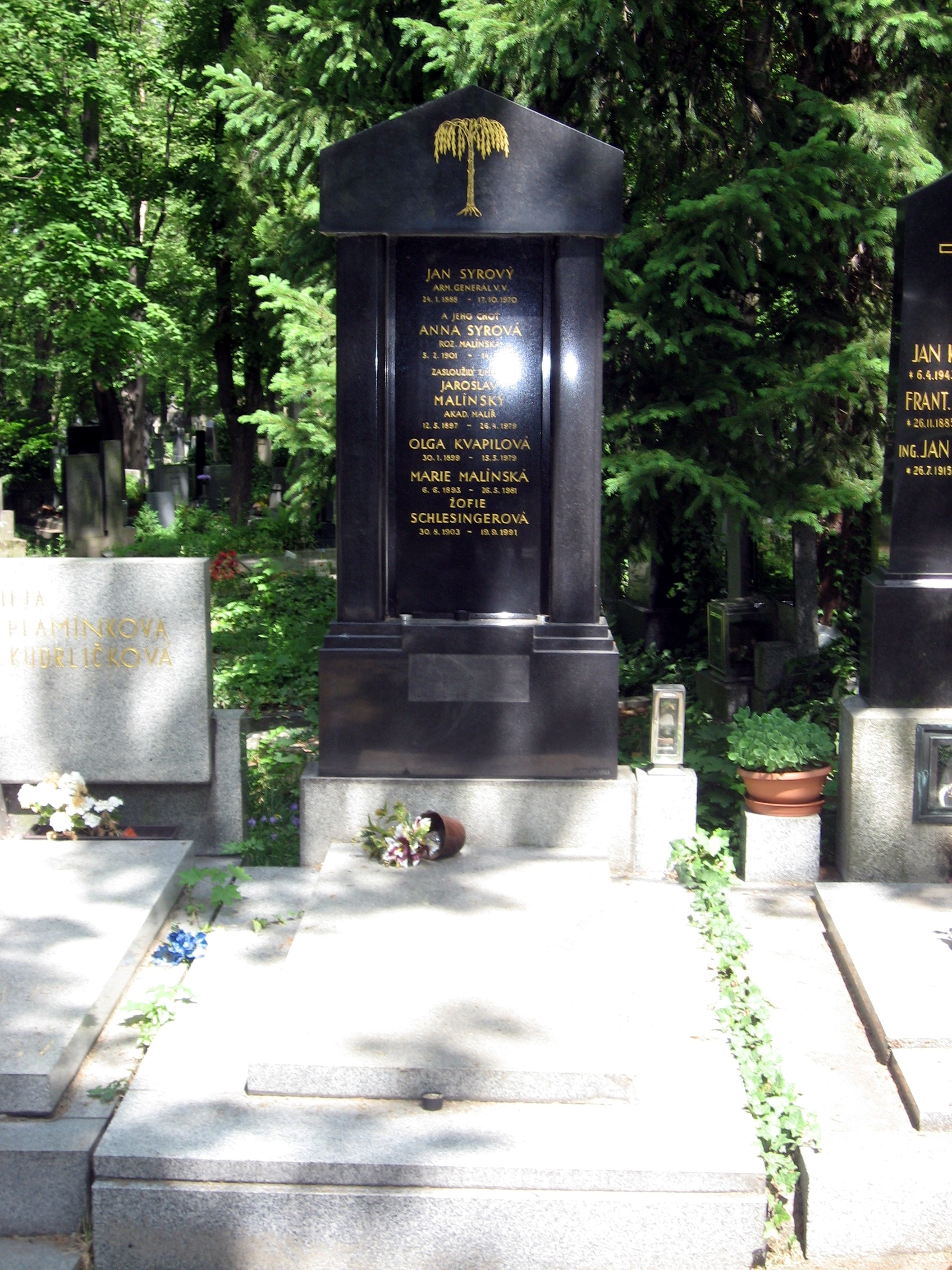
Надгробок Яна Сурови на Ольшанському цвинтарі

Після відставки уряду Мілана Годжі, 22 вересня 1938 року був призначений прем'єр-міністром та міністром національної оборони Чехословаччини. Після прийняття Бенешем умов Мюнхенської угоди віддав наказ не оборонятися проти наступаючого вермахту. 
5 жовтня Едвард Бенеш подає у відставку, і Ян Сирови тимчасово виконує обов'язки президента до 30 листопада, до обрання Еміля Гаха. 1 грудня 1938 року Рудольф Беран змінює його на посаді прем'єр-міністра, але на посаді міністра національної оборони він залишається до 15 березня 1939 року.
Після захоплення Чехії пішов з політики та дотримувався нейтралітету. 14 травня 1945 року було заарештовано та звинувачено у співпраці з окупантами. У 1947 році Національний суд визнав його винним і засудив до двадцяти років позбавлення волі. Ян Сирови був звільнений за амністією у 1960 році. 
Помер Ян Сирови 17 жовтня 1970 року в Празі.